# Steenberghe
Steenberghe is een Nederlandse, van oorsprong Zuid-Nederlandse familie die militairen en bestuurders voortbracht.

## Geschiedenis
De stamreeks begint met Chrétien Steenberghe die trouwde met Anna Waterkeyn. Hun zoon werd in 1736 geboren. Hun kleinzoon was bankier in Charleroi. Een zoon van de laatste, Maximilien Henri Steenberghe (1787-1859), werd militair en vestigde zich in Nederland.
De familie werd in 1913 opgenomen in het genealogische naslagwerk Nederland's Patriciaat; heropname volgde in 1940.

## Enkele telgen
Maximilien Henri Steenberghe (1787-1859), luitenant-generaal, ridder Militaire Willems-Orde
- Sophronie Ghislaine Steenberghe (1820-1896); trouwde in 1855 met Joannes Antonius de Sonnaville (1793-1860), majoor infanterie, lid provinciale staten van Zuid-Holland, wethouder van 's-Gravenhage
- Leopoldine Antoinette Steenberghe (1821-1881); trouwde in 1844 met jhr. Carel Theodoor Jan Bosch van Drakestein, heer van Reyerscop-Creuningen (1807-1860), 1e luitenant cavalerie, kamerheer i.b.d.
- Frederic François Steenberghe (1823-1892), generaal-majoor artillerie, adjudant des Konings; trouwde in 1872 met Elisabeth Wilhelmina Vethake (1854-1930), lid van de familie Vethake
  - Flora Leopoldine Remcoline Steenberghe (1873-1944); trouwde in 1900 met jhr. Herman Hendrik Röell (1875-1959), archvaris van Haarlem, genealoog, lid van de familie Röell; Röell hertrouwde in 1917 Louise Henriette Dólleman (1880-1969), lid van de familie Dólleman
  - Jeanne Henriette Eulalie Steenberghe (1874-1954); trouwde in 1895 met Gerardus Frederik Noordhoek Hegt (1869-1940), kapitein-ter-zee
  - Eulalie Conradine Elisabeth Steenberghe (1876-1957); trouwde in 1896 met Florent van Wageningen (1869-1919), kapitein-ter-zee
  - Frédéric Ghislain Henri Maximilien Steenberghe (1878-1930), 1e luitenant infanterie
  - Elisabeth Augusta Johanna Esther Steenberghe (1880-); trouwde in 1909 met Cornelis Johannes Bruyn (1873-), majoor infanterie
- Henri Maximilien Steenberghe, heer van Reyerscop-Creuningen (1835-1900), generaal-majoor artillerie
  - Paul Jean Ghislain Steenberghe (1872-1929), 1e luitenant infanterie, trouwde op 21 september 1897 met Petronille Aimée Florentine Engeringh.[1]
    - mr. Maximilien Paul Léon Steenberghe (1899-1972), minister
    - mr. Henri Paul Maurice Steenberghe (1902-1986); advocaat en procureur
      - Fredericus Petrus Thomas Steenberghe (1938)
        - Florentine Pauline Frédérique Steenberghe (1967), hockeyster

  - mr. Amédé Frédéric Marie Steenberghe, heer van Reyerscop-Creuningen (1872-1947), officier van justitie; trouwde in 1912 met jkvr. Maria Louisa Sophia Hubertina Wittert (1876-1953), dochter van mr. Fredrik Adriaan Petrus baron Wittert van Hoogland, heer van Hoogland en Emiclaer (1840-1922), wethouder van 's-Gravenhage

Geslachten die opgenomen zijn in het sinds 1910 verschijnende genealogische naslagwerk Nederland's Patriciaat. Lijst volgens opgave van het CBG Centrum voor familiegeschiedenis.
A · B · C · D · E · F · G · H · I · J · K · L · M · N · O · P · Q · R · S · T · U · V · W · Y · Z